# Малая, Любовь Трофимовна
Любо́вь Трофи́мовна Мала́я (13 января 1919 — 14 апреля 2003) — советский украинский терапевт, доктор медицинских наук (1954), профессор (1955), академик АМН СССР (1974). Герой Социалистического Труда (1979). Герой Украины (1999). Заслуженный деятель науки Украинской ССР (1968). Лауреат Государственной премии СССР (1980). Лауреат Государственной премии Украины (2003, посмертно).

## Биография
Родилась 13 января 1919 года в селе Копани Ореховского района Запорожской области Украины в семье крестьянина.
В 1938 году после окончания 1-го Харьковского медицинского института она работала врачом сельской участковой больницы в селе Петровеньки Ивановского района Ворошиловградской области. С первых дней Великой Отечественной войны и до сентября 1946 года находилась в рядах Советской Армии в качестве заместителя начальника сортировочных эвакуационных госпиталей, помощника начальника эвакуационного отдела фронтового эвакуационного пункта Северо-Кавказского фронта, помощника начальника лечебного отдела Харьковского военного округа
С 1946 года работала в Харьковском медицинском институте: клинический ординатор (1946—1949), аспирант (1949—1952), докторант (1952—1954), доцент (1954—1955). С 1955 года — заведующая кафедрой терапии санитарно-гигиенического и педиатрического факультетов, с 1961 года — кафедрой госпитальной терапии и одновременно (с 1962) научным руководителем проблемной кардиологической лаборатории того же института. С 1986 года — директор вновь созданного Харьковского научно-исследовательского института терапии Министерства здравоохранения Украинской ССР (ныне — Институт терапии АМН Украины).
В 1950 году под руководством Б. М. Хмельницкого Малая защитила кандидатскую диссертацию на тему «Туберкулинодиагностика и туберкулинотерапия в клинике внутренних болезней», в 1954 году — докторскую диссертацию на тему «Об изменениях сердечно-сосудистой системы при туберкулёзе». Она — автор более 500 научных работ, в том числе 24 монографий, 26 авторских изобретений и 21 патента.
Л. Т. Малая активно занималась общественной деятельностью:
- член Комитета советских женщин (1963),
- член Международной ассоциации интернистов (1968),
- член президиума Всесоюзного научного общества кардиологов (1973),
- заместитель председателя Всесоюзного научного общества терапевтов (1975),
- член Всесоюзного комитета по борьбе с заболеваниями сердечно-сосудистой системы при президиуме АМН СССР.

Жила и работала в Харькове. Скончалась 14 апреля 2003 года. Похоронена в Харькове на кладбище № 2.

## Награды и премии
- Указом Президиума Верховного Совета СССР от 12 января 1979 года Малой Любови Трофимовне присвоено звание Героя Социалистического Труда с вручением ордена Ленина и золотой медали «Серп и Молот».
- Указом Президента Украины от 12 января 1999 года за выдающиеся личные заслуги перед Украиной в развитии медицинской науки, фундаментальные исследования в области кардиологии директору Института терапии АМН Украины, академику НАН Украины и АМН Украины Малой Любови Трофимовне присвоено звание Героя Украины с вручением Ордена Державы[3].
- Орден Ленина (1979).
- Орден Отечественной войны II степени (1985).
- Орден Трудового Красного Знамени (1960).
- Орден князя Ярослава Мудрого V степени (1998)[4].
- Орден Богдана Хмельницкого III степени (1995)[5].
- Медали, в том числе «За боевые заслуги».
- Награждена Почетной медалью имени С.П. Боткина (1984).
- Отмечена Грамотой имени академика С. И. Вавилова (1989).
- Государственная премия СССР (1980).
- Государственная премия Украины (2003, посмертно).
- Премия имени Н. Д. Стражеско АМН СССР (1983).
- Премия имени Н. Д. Стражеско АМН Украины (1998).
- Заслуженный деятель науки Украинской ССР (1968).
- Почётный гражданин Харькова (1999).

## Память
- Американский биографический институт в 1996 году удостоил Малую звания «Человек года», а Международный биографический центр (Кембридж, Англия) включил Малую в издание «2000 выдающихся учёных XX столетия» (1998).
- Распоряжением Кабинета министров Украины от 9 апреля 2004 года Институту терапии АМН Украины присвоено имя Л. Т. Малой.
- В рамках декоммунизации в ноябре 2015 года проспект Постышева в г. Харькове переименован в проспект Любови Малой.